# Badenstraße 1 (Stralsund)

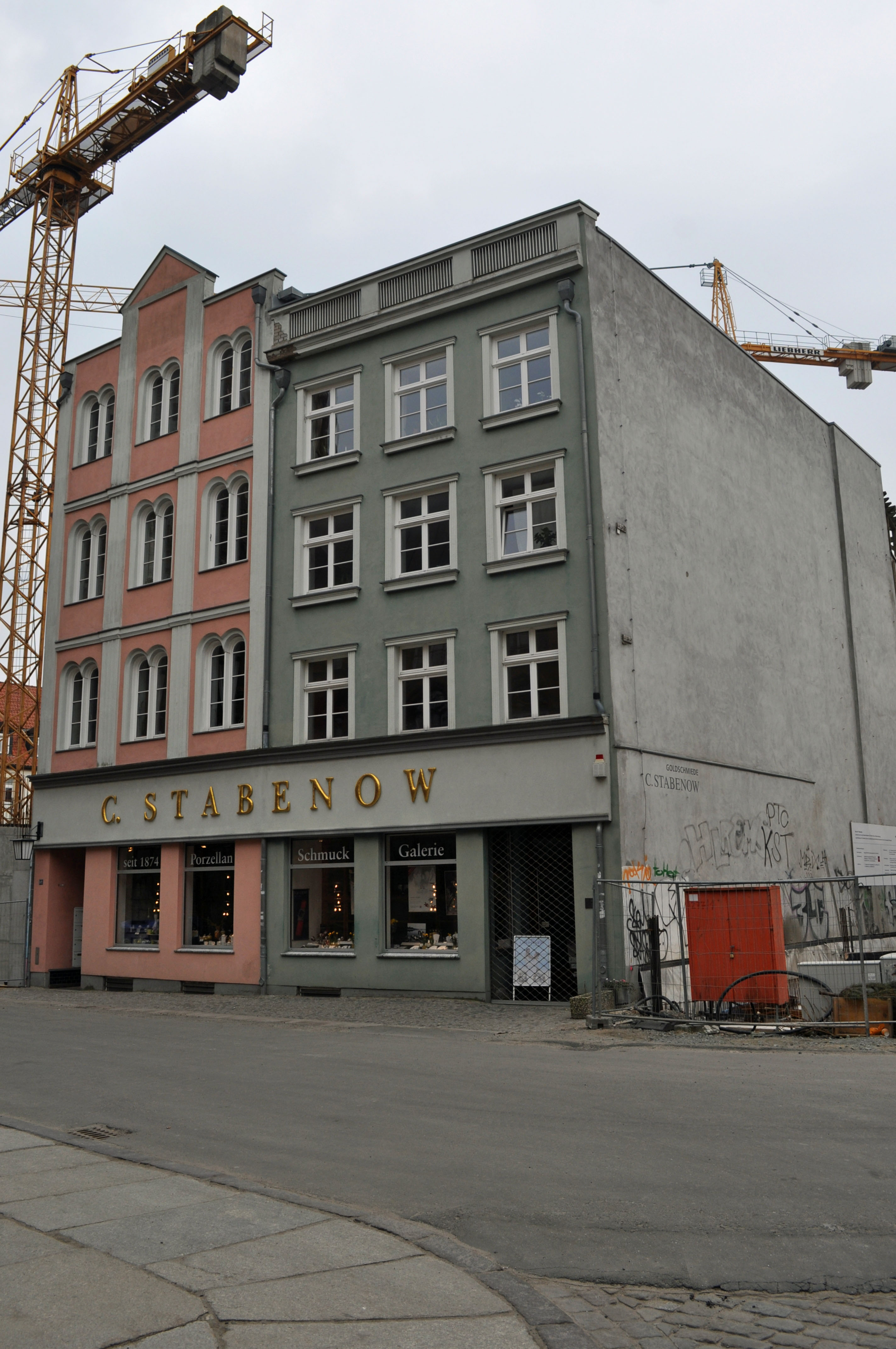
Das Haus Badenstraße 1 in Stralsund (2012), im Bild rechts

Das Haus mit der postalischen Adresse Badenstraße 1 ist ein denkmalgeschütztes Gebäude in der Badenstraße in Stralsund.
Das viergeschossige, dreiachsige Haus wurde 1782 errichtet. Im Jahr 1930 wurde es mit dem benachbarten Haus Badenstraße 2 durch einen Laden im Erdgeschoss verbunden. Im Kern ist das Haus weit älter. Die verputzte Fassade besitzt einen attikaähnlichen Abschluss.
Bis zum Beginn der Bauarbeiten auf dem Rathausplatz war an der Seitenfront zur Ossenreyerstraße eine Gedenktafel für die Opfer des Bombenangriffs auf Stralsund am 6. Oktober 1944 angebracht.
Das Haus liegt im Kerngebiet des von der UNESCO als Weltkulturerbe anerkannten Stadtgebietes des Kulturgutes „Historische Altstädte Stralsund und Wismar“. In die Liste der Baudenkmale in Stralsund ist es mit der Nummer 51 eingetragen.